# Giovanni Ircano I
Giovanni Ircano (Yohanan Girhan; Johannes Hyrcanus; ... – 104 a.C.) è stato un sovrano e sacerdote ebreo antico della famiglia degli Asmonei, etnarca dei Giudei e Sommo sacerdote dal 134 a.C. alla sua morte. Probabilmente assunse il nome 'Ircano' al momento dell'incoronazione.

## Biografia
Figlio di Simone Maccabeo e nipote di Giuda e Gionata Maccabeo, la sua storia, come quella della sua famiglia, è raccontata nel Primo e nel Secondo libro dei Maccabei della Bibbia, come pure nel Talmud.
Salì al trono quando il padre e i suoi due fratelli vennero assassinati durante un banchetto, probabilmente per ordine di Tolomeo, loro cognato. Assunse i titoli del padre, quello di Sommo sacerdote e di etnarca, sebbene non tutti gli Ebrei lo riconoscano come tale, in quanto gli Asmonei non discendevano da Davide.
Nel 132 a.C. rinnovò l'alleanza con la Repubblica romana, ottenendo in cambio tre città a danno del regno di Siria — Joppa, Gazara e Pegae — mentre alle truppe del sovrano seleucide Antioco VII venne proibito di accedere alla Giudea. Represse la rivolta filo-siriana del generale ebreo che aveva ucciso suo padre e continuò la guerra prima contro Antioco VII, poi contro Seleuco V, intanto succedutogli. Verso la fine del suo regno dovette fronteggiare anche molti dissidi interni tra Farisei e Sadducei.
Alla sua morte gli succedette il figlio Aristobulo I.